# Voxna

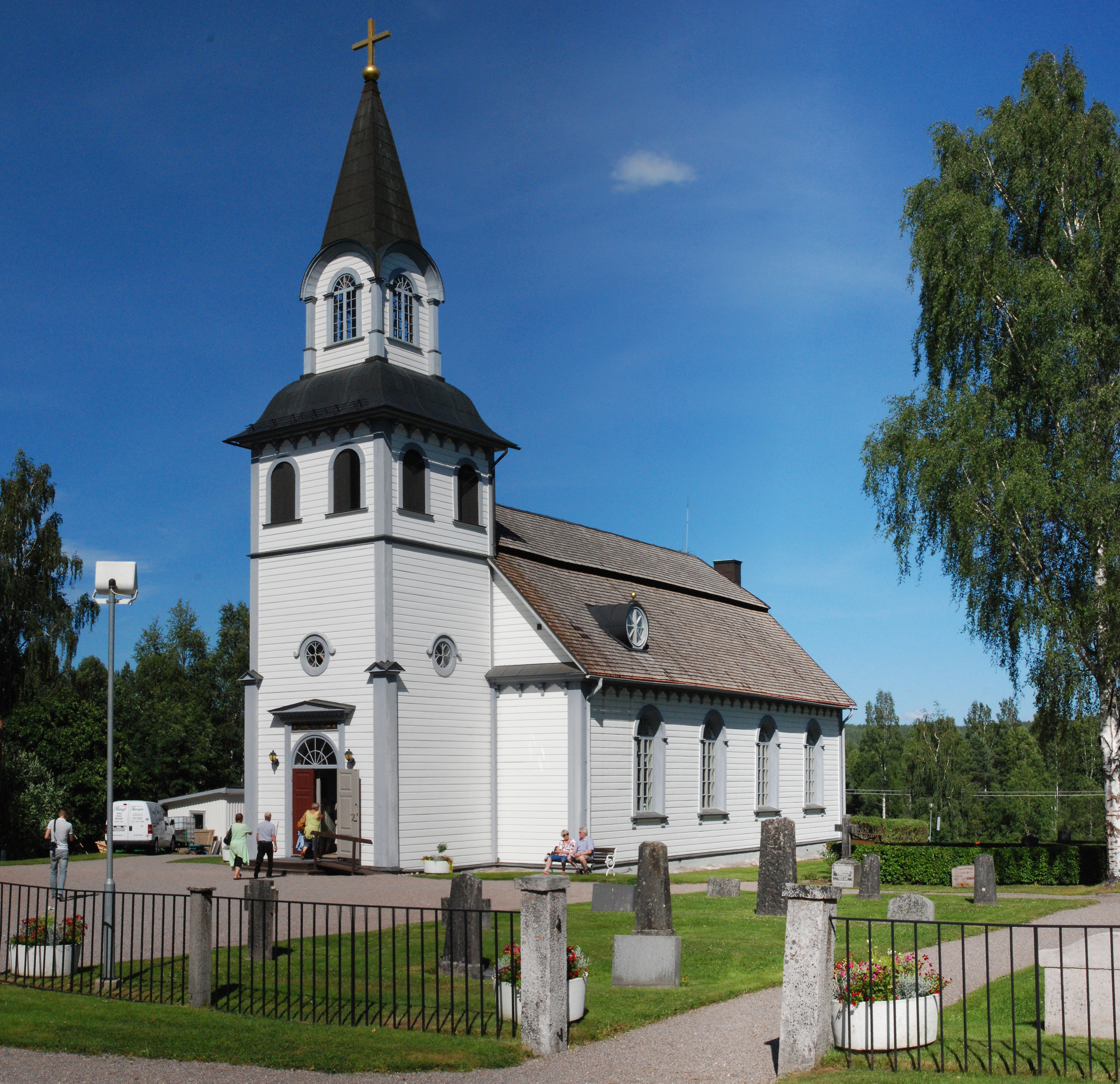
Kirche von Voxna

Voxna ist eine ehemalige Gemeinde in Hälsingland in Schweden. Die 1863 gegründete Gemeinde bestand bis Ende 1951. Die Gemeinde ist heute Bestandteil der Gemeinde Ovanåker. Der Hauptort der Gemeinde war Voxnabruk. Heute erfüllt der Ort allerdings nur noch die Einwohnerzahlen für einen Småort. Voxnabruk besitzt ein eigenes Kirchspiel, die Voxna socken.
Ein Bahnhof an den stillgelegten Bahnstrecken Orsa–Bollnäs sowie Voxna–Lobonäs, etwa fünf Kilometer von Voxnabruk entfernt, trägt den Namen Voxna. Der Name ging auch auf den Weiler am Bahnhof über.